# Shanghai Open 1999
Lo Shanghai Open 1999  è stato un torneo di tennis giocato sul cemento. È stata la 4ª edizione dell'Kingfisher Airlines Tennis Open, che fa parte della categoria International Series nell'ambito dell'ATP Tour 1999. Il torneo si è giocato a Shanghai in Cina, dal 4 al 10 ottobre 1999.

## Campioni

### Singolare maschile
Magnus Norman ha battuto in finale  Marcelo Ríos con il punteggio di 2–6, 6–3, 7–5

### Doppio maschile
Sébastien Lareau /  Daniel Nestor hanno battuto in finale  Todd Woodbridge /  Mark Woodforde con il punteggio di 7–5, 6–3